# Hypofluoritsyra
Hypofluoritsyra har formeln HFO och är den enda kända oxosyran av fluor. Det är också den enda hypohalidsyran som har isolerats i fast tillstånd.

## Egenskaper
Hypofluoritsyra är starkt oxiderande och explosivt, det sönderfaller lätt till vätefluorid och syre.
{\displaystyle {\rm {2\ HFO\rightarrow 2\ HF+O_{2}}}}

## Framställning
Hypofluoritsyra kan tillverkas genom att leda fluorgas (F2) över is vid -40 °C och kondensera den gas som bildas.
{\displaystyle {\rm {F_{2}+H_{2}O\rightarrow HOF+HF}}}

## Användning
Hypofluoritsyra löst i acetonitril används som en mycket elektrofil syre-donator.